# Lee Kar Wai
Lee Kar Wai, född 3 april 1983, är en hongkongsk bågskytt. Han deltog vid olympiska sommarspelen 2012.